# روسلان بودیشتانو
روسلان بودیشتانو (به رومانیایی: Ruslan Bodișteanu) (زادهٔ ۱۵ مهٔ ۱۹۷۷) کشتی‌گیر سابق مولداویایی است که در دسته‌های ۶۳ و ۶۶ کیلوگرم کشتی آزاد در بازی‌های المپیک ۲۰۰۰ سیدنی و ۲۰۰۴ آتن رقابت کرد.